# Агарак (Тюменская область)
Агарак — село в Юргинском районе Тюменской области России. Административный центр Агаракского сельского поселения.

## География
Село находится в центральной части Тюменской области, в пределах юго-западной части Западно-Сибирской низменности, в подзоне южной тайги, на берегах реки Большой Агарак, на расстоянии примерно 44 километров (по прямой) к северо-востоку от села Юргинского, административного центра района.

### Климат
Климат континентальный с холодной многоснежной зимой и тёплым относительно коротким летом. Продолжительность безморозного периода составляет в среднем 110 дней. Абсолютная годовая амплитуда температуры воздуха достигает 80-85 °C. Среднегодовое количество атмосферных осадков составляет 340 мм, из которых большая часть выпадает в тёплый период.

### Часовой пояс
Село Агарак, как и вся Тюменская область, находится в часовой зоне МСК+2. Смещение применяемого времени относительно UTC составляет +5:00.

## Население
| 2010 |
| ---- |
| 383  |

## Инфраструктура
В селе 7 улицы: Советская, Мира, Молодежная Старцева, Восточная, Малахова, Береговая. В селе находится ФАП.

## Достопримечательности
Памятник павшим войнам.